# Coprotus rhyparobioides
Coprotus rhyparobioides är en svampart som först beskrevs av Heimerl, och fick sitt nu gällande namn av Kimbr. 1967. Coprotus rhyparobioides ingår i släktet Coprotus och familjen Thelebolaceae.   Inga underarter finns listade i Catalogue of Life.